# Twarres
Twarres est un groupe néerlandais de folk, originaire de  Wergea. Il chante en anglais et dans la langue native de ses membres, le frison, et fait une musique où les instruments acoustiques comme le piano ou le violon tiennent une place importante.

## Histoire
Fin 2003, Twarres donne son dernier concert. En août 2006, Twarres annonce qu'une réunion aurait lieu, très probablement en 2007 ou début 2008. Un album de retour de Twarres était prévu pour le début du printemps 2008. Le 15 août 2007, il est annoncé que Johan van der Veen quitterait le groupe pour des raisons de santé et qu'il serait remplacé par Auke Busman, qui quitte également le groupe plus tard. En août/septembre 2009, la station de radio néerlandaise Q-music organise un concours de talents à la recherche du « nouveau Johan ». Le jury était composé de Mirjam, Johan et d'autres personnes. Le 11 septembre 2009, le concours est remporté par Joost Bloemendal.
En 2006, Mirjam Timmer, chanteuse et guitariste de Twarres, entame également une carrière solo sous le nom de Mir. Son album solo intitulé Files from London sort en 2006.
En 2017, Twarres était un trio composé de Timmer et des frères Julian et Kristian Dijkstra. Le single Fûgelfrij de 2016 est enregistré par ces membres du groupe. En 2017, il est annoncé que Julian Dijkstra quitterait le groupe. 

## Membres
- Johan van der Veen (né le 15 août 1981) - voix
- Mirjam Timmer (née le 1er juillet 1982) - voix et guitare
- Gregor Hamilton - clavier
- Peter Krako - guitare
- Serge Bredewold - basse
- Sietse Huisman - percussions
- Yfke de Jong - violon

## Discographie

### Albums studio
- 1999 : Wêr Bisto (CD démo)
- 2001 : Stream (25 juin 2001) (1re place des charts néerlandais[3],[4] ; certifié disque de platine[5])
- 2002 : CD² (28 octobre 2002) (29e place des charts néerlandais[3])

### Singles
- 2001 : She Couldn't Laugh (7 mai 2001)
- 2001 : Wêr Bisto (10 octobre 2001)
- 2001 : Children (septembre 2001)
- 2001 : This Is How It Is (seulement pour la Belgique) (novembre 2001)
- 2002 : I Need to Know (30 septembre 2002)
- 2003 : Tell Me (15 mars 2003)
- 2003 : I'll See You (30 juin 2003)